# Броччио
Броччо (фр. brocciu,  итал. broccio), в неправильной транскрипции броччио  — корсиканский сыр из молока овцы или козы (иногда из смеси двух видов молока) и переваренной молочной сыворотки.

## Происхождение
Жители Корсики считают сыр броччо своим национальным достоянием и гордятся тем, что это единственный французский сыр из молочной сыворотки, обладающий исконным контролируемым названием (AOC — Appellation d’origine controlee). Несмотря на то, что ряд источников указывает на происхождение названия сыра от французского «brousse», оно не переводится.

## Технология
Производство сыра начинается в ноябре и продолжается до мая-июня, пока молоко достаточно жирное — согласно стандарту AOC, жирность его должна быть не меньше 40% (менее жирный продукт как раз называется «brousse»).
Молочную сыворотку сначала нагревают до 38 °C, добавляют молоко (доля молока в сыре составляет не более 25%), воду и соль, а затем нагревают до 93 °C для флокуляции смеси. Оставшиеся комочки сыворотки извлекают с помощью флотатора, а смесь разливают в кольцевые формы, где из сыра в течение 24 часов удаляется вода.
В отличие от многих французских сыров, броччо употребляют молодым — спустя 48 часов.
Для дальнейшего созревания сыр размещается на деревянных полках в прохладном помещении, где находится от 15 дней (чаще всего) до нескольких месяцев. В зависимости от количества добавленной соли и срока выдержки также различают сыры «passu» (умеренно солёный, 21 день) и «sec».

## Вкус
Текстура сыра мягкая, сливочная; мякоть белая с сильно выраженным молочным запахом. Вкус сладковато-острый, в меру соленый.

## Сервировка
На Корсике броччо используют для приготовления супов, салатов, омлетов (традиционный омлет с броччо и мятой), выпечки (фьадоне — корсиканский сырный пирог) и фарширования артишоков. Часто броччо употребляется в качестве десерта, без чего бы то ни было либо с джемом.
Жители острова предпочитают броччо с белым вином.

## Хранение
Хранить сыр рекомендуется при температуре от +2 до +6 °C.